# Elizabeth (Pennsylvanie)
Pour les articles homonymes, voir Elizabeth.
Elizabeth est un borough situé dans le comté d'Allegheny, en Pennsylvanie, aux États-Unis,. En 2010, il comptait une population de 3 118 habitants. Il est incorporé le 5 avril 1834.

## Démographie
Lors du recensement de 2010, le borough comptait une population de 1 493 habitants. Elle est estimée, en 2019, à 1 441 habitants.

### Source de la traduction
- (en) Cet article est partiellement ou en totalité issu de l’article de Wikipédia en anglais intitulé « Elizabeth, Pennsylvania » (voir la liste des auteurs).